# Jean-François Armbruster
Pour les articles homonymes, voir Armbruster.
Jean-François Armbruster (ou François Armbruster), né le 21 novembre 1835 à Lons-le-Saunier et mort le 8 mai 1912 à Caluire-et-Cuire, est un photographe, peintre et  dessinateur lyonnais.

## Biographie
Fils d'André Armbruster, tailleur à Lons-le-Saunier, et de Charlotte Barel, Jean-François Armbruster est élève de l’École des Beaux-Arts de Lyon de 1850 à 1855, où il suit les cours de Jean-Marie Reignier. D'abord dessinateur de fabrique de soierie, il devient photographe jusqu’en 1882 : il succède en 1859 à Camille Dolard, place Croix-Paquet à Lyon, puis il s'installe en 1870 place de la Charité, et enfin rue du Plat en 1880.
Depuis l'immeuble qu'il occupe à la Croix-Rousse, il réalise en 1869 un grand panorama de Lyon. Il s'agit "de treize photographies couvrant un champ d'environ 350° d'est en ouest. La prise de vue a été faite depuis le belvédère de l'immeuble de la place Croix-Paquet, n° 11, en été, entre 10h et 16h, à raison d'un cliché toutes les 30 minutes. Le photographe disposait d'une chambre grand format, munie d'un objectif d'environ 800 mm de focale donnant un grossissement de deux fois. Les négatifs sont constitués par des plaques en verre de 27 cm x 33 cm".

Panorama de la ville de Lyon (1869-1872), assemblage des 13 photographies

Parallèlement à son activité de photographe, il peint des portraits et en réalise au crayon.
Comme peintre il  expose pour la première fois en 1862 au Salon de Lyon, avec un portrait du Curé d'Ars mort.
Il se marie à Villeurbanne le 29 octobre 1868 avec Virginie Céline Cote.
Il est membre de la Société française de photographie et améliore le matériel photographique : ainsi en 1900, il met au point "un appareil photographique pour l'obtention simultanée d'un même point, d'un certain nombre de clichés, applicable à la confection des clichés sélecteurs pour la photographie en couleur".

## Œuvres
- Portrait de Joseph Chenavard, vers 1887, huile sur toile, 92,1 × 73 cm, musée d'Orsay, Paris, (INV 20038)[8].

- Portrait de Puvis de Chavannes, Lyon ; musée des beaux-arts, Lyon

- Album de portraits d'artistes lyonnais

- Panorama de Lyon vu des pentes de la colline de la Croix-Rousse, 1869

Jean-François Armbruster publie en 1887 Paul Chenavard et son œuvre avec un portrait et 25 héliogravures reproduisant les cartons de Chenavard pour la décoration du Panthéon [il existe des exemplaires de cet ouvrage  à la Bibliothèque municipale de Lyon  et aux Archives Municipales].

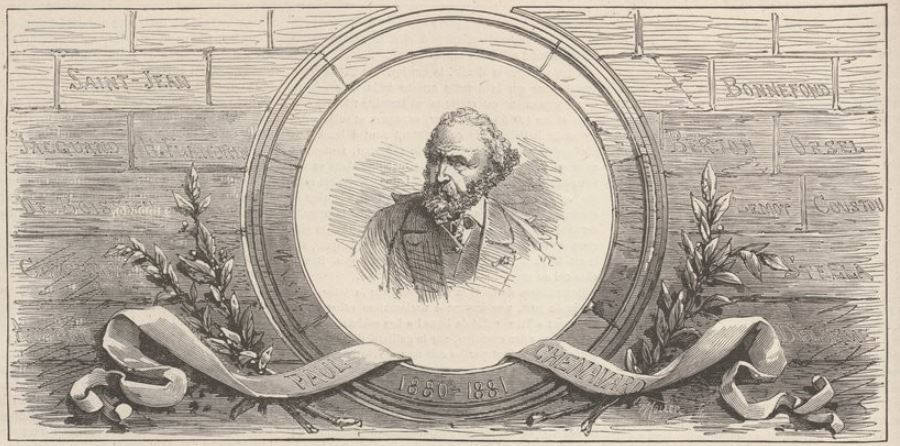
Paul Chenavard dessin de François Armbruster, 1881
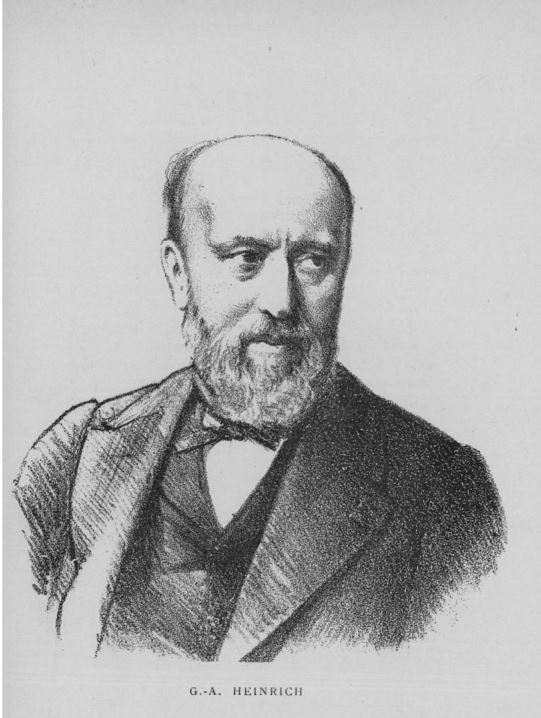
Portrait de Guillaume Alfred Heinrich (1829-1887) par Francois Armbruster publié dans Lyon-Revue d'avril 1887